# 祝福するキリスト (ベッリーニ、フォートワース)
『祝福するキリスト』（しゅくふくするキリスト、伊:Cristo benedicente）は、1500年頃に制作されたイタリアのルネサンス期ヴェネツィア派の巨匠、ジョヴァンニ・ベッリーニによる絵画である。現在、米国テキサス州、フォートワースにあるキンベル美術館に収蔵されている。

## 分析
本作は、右手を挙げながら、赤い杖をもう一方の手で握っているイエス・キリストを描いている。キリストの傷は手と胸にわずかに見える。影は、キリストの復活が真実であることを示している。一方、背景の風景には、復活を意味する多くのモチーフが含まれている。パネルの左側にある枯れた木と孤独な鳥は、旧約聖書に記されている「古い契約」を表しており、その「古い契約」からキリストによる「新しい契約」が生まれてくることを意味する。左下隅にあるつがいのウサギのは再生のシンボルであり、右下隅にある三人の衣服を着た人物は三人のマリアである。遠くにある鐘楼は、キリストと教会を通して救いを見いだせるというメッセージを伝えている。鳥の種類はあまり明確ではないが、カササギであると言われている。この鳥は、ピーテル・ブリューゲルの『絞首台の上のカササギ』（1568年）にも登場する。

## 展示
作品はキンベル美術館に所蔵されている。 2017年1月、「ジョヴァンニ・ベッリーニ：ルネサンス・ヴェネツィアの信仰の風景」展で、マリブのJ・ポール・ゲティ美術館に展示された。